# Vardar
Vardar (græsk: Axios, Axius eller Αξιός) er en 	388 kilometer lang flod som løber igennem byen Skopje i Nordmakedonien. Floden Vardar, som er Nordmakedoniens vigtigste og største flod, har sit udspring ved landsbyen Vrutok (tæt ved byen Tetovo) som ligger 683 meter over havet, og herfra løber den igennem byerne Skopje, Veles (tidligere Titov Veles) og ned til byen Gevgelija som ligger 43 meter over havet, hvor den krydser grænsen til Grækenland og løber igennem Polýkastro og Axioúpoli inden den løber ind i Det Ægæiske Hav tæt ved byen Thessaloniki I den nordlige Grækenland.
På sin vej igennem Makedonien, passerer floden  5 dale og 4 kløfter. Af flodens samlede længde på  388 km løber de 301 km  igennem Nordmakedonien.